# Pena de muerte

Uso y penalización de penas de muerte en el mundo en 2025:
Abolida para todos los delitos, incluidos los crímenes de guerra.
Vigente solo para crímenes cometidos en circunstancias excepcionales, como los cometidos en tiempo de guerra (crímenes de lesa humanidad).
Admitida como sanción penal, pero no aplicada desde hace tiempo.
Admitida como sanción penal; se aplica regularmente.

La pena de muerte, pena capital, ejecución, o ajusticiamiento, consiste en provocar la muerte a una persona condenada por parte del Estado, como castigo por cometer un delito establecido en la legislación. Debe distinguirse de las ejecuciones extrajudiciales, ya que éstas son realizadas sin el debido proceso legal. Los delitos por los cuales suele aplicarse esta sanción se denominan «delitos capitales». Existe un debate, legal y filosófico, respecto a la pena de muerte.
La ejecución de criminales y disidentes políticos ha sido empleada por gran parte de las sociedades a lo largo de la historia, tanto para castigar el crimen como para suprimir la disidencia política. Actualmente, la situación legal de la pena de muerte varía según las regiones del mundo. Así, ha sido abolida y penalizada en casi todos los países europeos (excepto Rusia y Bielorrusia), y la mayoría de los correspondientes a Oceanía (como Australia, Nueva Zelanda y Timor Oriental). La mayoría de los países latinoamericanos han abolido la pena de muerte, mientras que, en países como los Estados Unidos, y la mayoría de los estados del Caribe todavía sigue siendo aplicada. En Asia la pena de muerte está permitida en países como China, India, Indonesia, Corea del Sur, Corea del Norte, Emiratos Árabes Unidos, Pakistán, Irán y Japón. En África, todavía se usa en varios países, especialmente de la zona nororiental del continente, sigue siendo aplicada en la mayoría de los países árabes y en toda la zona de Oriente Próximo. Los países que le han puesto fin son 160 de los cuales 104 son totalmente abolicionistas, seis la impiden para crímenes ordinarios, en otros seis rige una moratoria y 44 son «abolicionistas de hecho» y no aplican la pena capital.
En muchos países donde todavía se aplica la pena de muerte, se usa como un castigo para crímenes de asesinato, espionaje, traición, o como parte del derecho militar. En algunos países se aplica también para castigar delitos sexuales, siendo considerados como tales el adulterio o la sodomía. También se castiga con pena de muerte, en algunos países musulmanes, la apostasía, la renuncia formal a la propia religión. En China, el tráfico de personas y los casos graves de corrupción política son castigados con la pena de muerte. En algunos países la pena de muerte se utiliza por motivos políticos, con la máxima difusión posible, como «escarmiento» de masas: en 2007 en Corea del Norte el director de una empresa fue ejecutado como castigo por haber realizado numerosas llamadas telefónicas al extranjero.
El tema de la pena de muerte es muy controvertido. Los simpatizantes de la misma opinan que su realización reduce el delito, previene su repetición y es una forma de castigo para el asesinato. Los detractores argumentan que no reduce el crimen en mayor medida que la cadena perpetua; son peores que el delito y es una discriminación de hecho contra las minorías  pobres que puedan no tener recursos suficientes en el sistema legal.
En 2015, Irán, Pakistán y Arabia Saudita fueron responsables de casi el 90 % de las ejecuciones, según Amnistía Internacional (AI). Este dato no incluye las ejecuciones en China, las cuales AI cree son de miles, pero no existen cifras oficiales disponibles. En 2020, según Amnistía Internacional, el ranking de ejecuciones continuaba encabezado por China, como en años anteriores. La cifra total de condenas a muerte durante 2020 fue de al menos de 1.477, entre las que se habrían podido confirmar 483 ejecuciones.
Sin embargo, en 2015 cuatro países abolieron la pena capital para todos los crímenes (República del Congo, Fiyi, Madagascar y Surinam), y en 2016 Benín y Nauru hicieron lo mismo. En 2019, 56 países mantenían en sus legislación la pena de muerte, pero de ellos un total de 28 países llevan al menos una década sin llevar a cabo ejecuciones.
Según AI, en 2023, aunque el número total aumentó, solo se registraron ejecuciones en 16 países del mundo, la cifra más baja jamás alcanzada.

## Historia
El uso de la pena de muerte se remonta a los principios de la historia.

### Edad Antigua

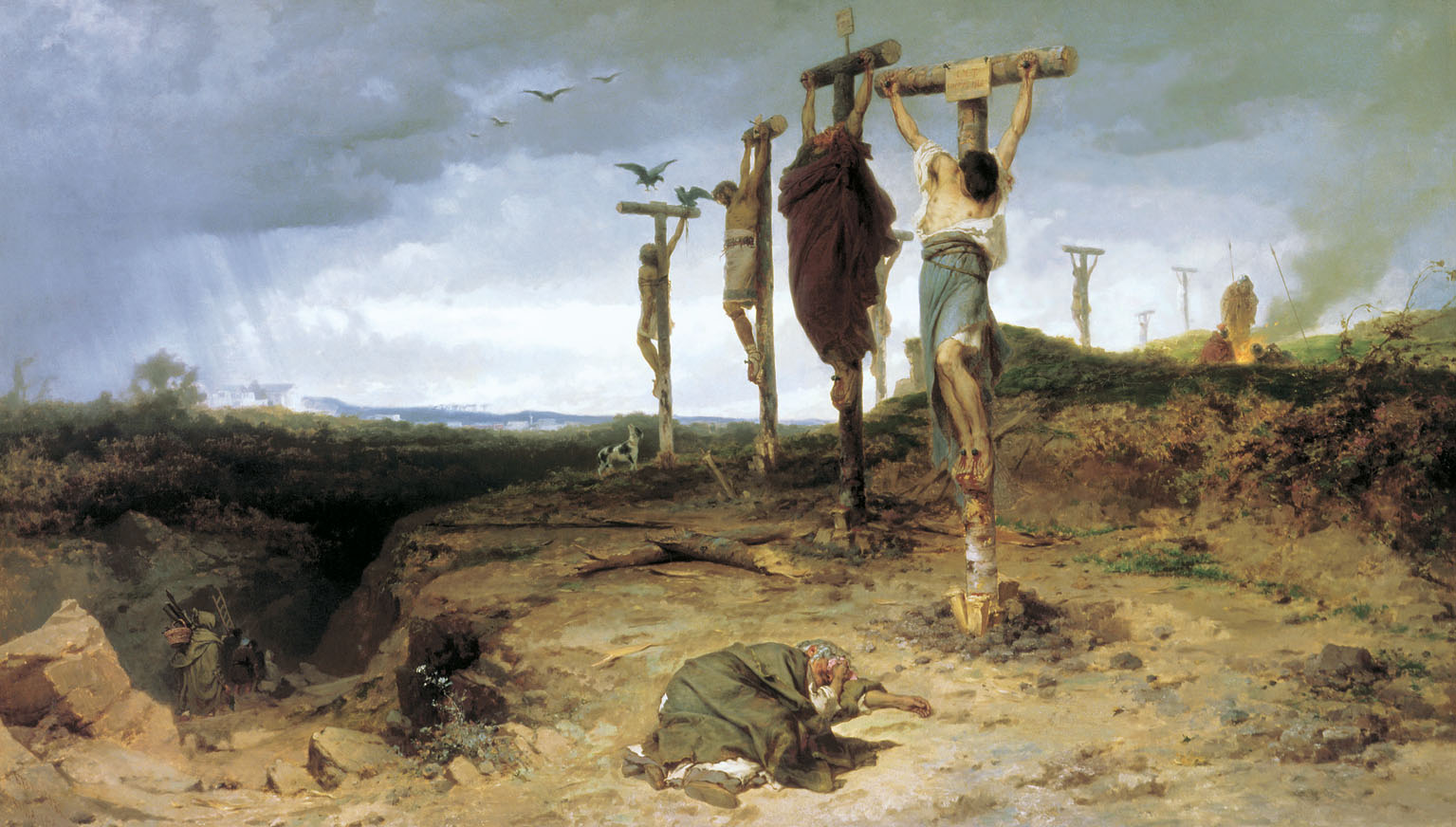
Crucifixión, antigua Roma.

Muchos registros históricos, así como prácticas tribales primitivas, indican que la pena de muerte ha sido parte de los sistemas penales desde el principio de la existencia de los mismos. Siguió siendo un castigo habitual para una gran cantidad de delitos en las ciudades estado sumerias, en el antiguo Israel, en Babilonia y Persia, en Grecia y en Roma.

### Edad Media
A lo largo de la Edad Media, la pena capital siguió siendo muy común no solo en Europa occidental, sino también en Bizancio y en la América precolombina. En América la práctica de la pena capital era llevada a cabo por los diferentes grupos étnicos de la región, incas, muiscas, aztecas, mixtecas y zapotecas.

### Edad Contemporánea

Los soldados alemanes guían mujer polaca a la ejecución cerca de Varsovia, 1940.

Después de los esfuerzos de ilustrados como Cesare Beccaria, la guillotina fue el símbolo del Reino del Terror en la época de la Revolución francesa. Karl Marx escribió que «el mundo jamás se ha corregido o intimidado por el castigo». Durante el siglo XX, estados autoritarios han usado la pena de muerte como un método de opresión política.
Los tribunales de Núremberg y Tokio establecidos para el castigo de crímenes cometidos durante la Segunda Guerra Mundial aplicaron la pena de muerte.

## Acerca de su abolición

### Historia

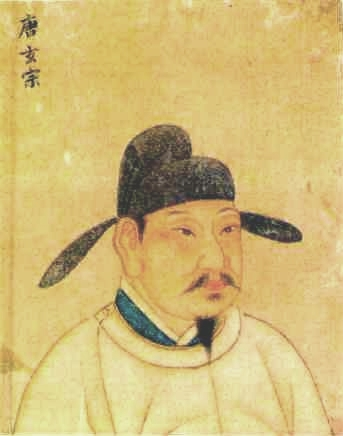
Emperador Xuanzong de Tang.

Según relata Tucídides en su relato sobre las guerras del Peloponeso, en el año 427 a. C., Diódoto, argumentando que la pena capital no tenía valor disuasorio, convenció a la Asamblea de Atenas de que revocara su decisión de ejecutar a todos los varones adultos de la ciudad rebelde de Mitilene.
En el primer siglo después de Cristo, Amandagamani, rey budista de Landa (Sri Lanka) abolió la pena de muerte durante su reinado, y que lo mismo hicieron varios de sus sucesores.
En el Extremo Oriente, la primera constancia histórica que se tiene de la abolición de la pena de muerte proviene de la Dinastía Tang en China, donde fue prohibida por el Emperador Xuanzong a mediados del siglo viii. Por su parte, el emperador japonés Shomu abolió la pena capital en 724, basándose en la creencia budista en la santidad de toda forma de vida. La pena fue reinstalada en 810 y vuelta a abolir por el emperador Saga en 818. Luego fue reinstaurada en 1159, y sigue en vigencia hasta nuestros días.
Ya en la Edad Media, se incluyó en Inglaterra una opinión contraria a la pena de muerte en Las doce conclusiones de los lolardos, texto escrito en el 1395. En el mismo país, en la Edad Moderna, Tomás Moro (1478-1535) —que acabó ejecutado por no reconocer el divorcio de Enrique VIII y Catalina de Aragón— en su obra Utopía, se opuso a la pena de muerte por motivos religiosos.

#### Edad Contemporánea

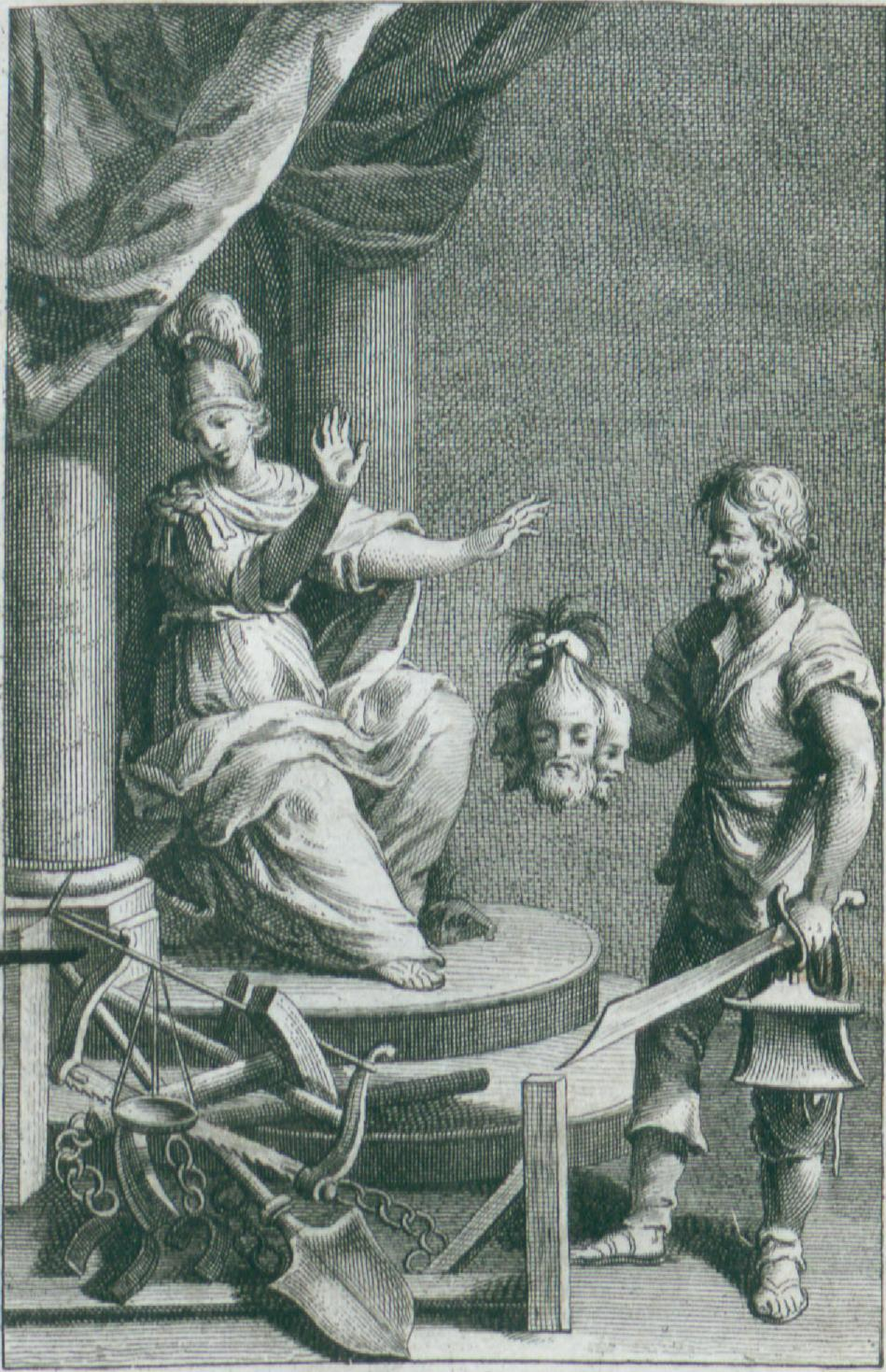
La Justicia negándose a recibir unas cabezas de la mano de un hombre con una espada. Publicado en la obra De los delitos y las penas (Cesare Beccaria).

El actual movimiento abolicionista se considera que se inició a raíz de la publicación en Italia del libro del jurista milanés Cesare Beccaria, De los delitos y las penas en 1764. Mediante el mismo, Beccaria pretendía demostrar no solo la injusticia, sino la futilidad misma de la pena capital y la tortura desde el punto de vista de la política social. Beccaría explicó igualmente el carácter criminógeno de la pena de muerte aplicable a delitos en realidad de poca gravedad: “Las penas deben ser proporcionales a la gravedad de los delitos. Si todas las penas son igual de rigurosas, el delincuente cometerá siempre el delito mayor”. El 3 de febrero de 1766 la Iglesia condenó el libro y lo incluyó en el Index, la lista de las obras prohibidas. Allí permaneció hasta la desaparición del mismo en junio de 1966, gracias al Concilio Vaticano II.
Influido por el libro de Beccaría, Leopoldo de Habsburgo, famoso monarca ilustrado y futuro Emperador de Austria, abolió la pena de muerte en el entonces independiente Gran Ducado de Toscana el 30 de noviembre de 1786, tras haber detenido de facto las ejecuciones (la última se realizó en 1769). Leopoldo promulgó en esa fecha la reforma del código penal que abolía la pena de muerte, y ordenó la destrucción de todos los instrumentos empleados en su aplicación, en lo que sería la primera prohibición formal de la época moderna, aunque en realidad duró sólo un pocos años: debido a los desórdenes que se produjeron tras su traslado a Viena, Leopoldo restableció la pena capital en 1790 contra aquellos que "se atrevieran a despertar al pueblo, o se pusieran a la cabeza del mismo para cometer excesos y desórdenes".
En el año 2000, las autoridades regionales de Toscana establecieron el 30 de noviembre como festividad anual, con el fin de conmemorar el evento. Esa misma fecha se usa a nivel mundial en unas 300 ciudades con el mismo objetivo, formando un movimiento reivindicativo que recibe el nombre de Día de las Ciudades por la Vida.
En España, José I Bonaparte ordenó en 1809 ejecutar solo con garrote vil, pero poco después cambió de idea. En 1832 se sustituye definitivamente la horca por el garrote, que se aplicó hasta la abolición definitiva de la pena capital. La Segunda República suprimió brevemente en los años 30 del siglo XX la pena capital para reinstaurarla poco después. Durante la dictadura franquista se aumentaron los delitos merecedores de tal pena. Tras las últimas ejecuciones de terroristas de Euskadi Ta Askatasuna y del Frente Revolucionario Antifascista y Patriota en los últimos años del franquismo, la aprobación de la Constitución de 1978 supuso la abolición de la pena capital, «salvo lo que pudieran disponer las leyes penales militares para tiempos de guerra». La reforma del Código Penal Militar de 1985 derogó tal pena también en caso de guerra, y la entrada de España en la Unión Europea afianzó la abolición.
En América Latina, Venezuela abolió la pena capital en 1863, Costa Rica en 1882. Brasil la abolió en 1889, aunque fue reinstaurada y vuelta a abolir varias veces. En 1906 se abolió en Ecuador; en 1907, en Uruguay; en 1910, en Colombia; en Argentina, se la abolió en 1921, pero se produjeron varias idas y venidas (la abolición total se sancionó en 2008). En México, el código penal federal de 1871 abolió la pena capital solo para mujeres y mayores de 70 años, por lo que solo fue definitivamente suprimida a nivel federal en 1929 (poco a poco se fue suprimiendo tal pena en los códigos penales de los distintos estados federados, hasta culminarse el proceso con el código del estado de Sonora en 1975). En 2005 se prohibió expresamente en el artículo 22 Constitucional.
La declaración de la Asamblea General de las Naciones Unidas de 1977 fijó como deseable “restringir progresivamente el número de delitos que puedan ser castigados con pena de muerte, siendo deseable la abolición futura de ese castigo”.
En Estados Unidos, cada vez más Estados abolen la pena de muerte, siendo actualmente 23 junto al Distrito de Columbia los que ya no la aplican. El más reciente fue el Estado de Virginia al abolirla en marzo de 2021.

### Legislación europea de abolición
El Derecho Internacional europeo considera en todo caso la pena capital en tiempos de paz como atentatoria contra los derechos humanos. El Protocolo n.º 6 a la Convención Europea de Derechos Humanos (ratificado por todos los países europeos menos Rusia y Bielorrusia) prohibió la pena capital desde el 1 de mayo de 1983 en el Derecho penal común. Rusia, aunque no ha ratificado el Sexto Protocolo (abolición en tiempo de paz), y aunque permite la pena de muerte según su legislación, ha decretado una moratoria en el uso de la pena capital desde que entró a formar parte del Consejo de Europa. De hecho, el Tribunal Constitucional de Rusia sentenció la supresión de la pena de muerte a partir de enero de 2010.
Por medio del protocolo adicional decimotercero de la Convención Europea de Derechos Humanos, desde el 3 de mayo de 2002 se prohíbe en los países que los han ratificado la pena capital también en tiempo de guerra. Varios estados europeos o miembros del Consejo de Europa todavía no han ratificado el Protocolo n.º 13 a la Convención Europea de Derechos Humanos, por lo que no tienen obligación internacional de evitar el uso de la pena de muerte en tiempo de guerra o en peligro de guerra inminente. Concretamente, Rusia, Bielorrusia, Armenia, Francia, Letonia, Polonia y España, aunque España sí ha firmado el Segundo Protocolo Facultativo del Pacto Internacional de Derechos Civiles y Políticos en ese sentido, y, aunque la incluye en su Constitución, prohibió expresamente el 2006 el uso de la pena capital en tiempo de guerra. 
La Unión Europea exige la ratificación de la Convención Europea de Derechos Humanos y la total abolición de la pena de muerte como requisito para la entrada en la Unión de nuevos miembros (Criterios de Copenhague), y lo mismo sucede con el Consejo de Europa, lo que ha promovido la abolición en varios países europeos. La Carta Europea de los Derechos Humanos prohíbe para los países firmantes la pena de muerte, y reconoce a los reos el derecho a acogerse a la legislación más favorable (la de la Carta, la de la Convención Europea de Derechos Humanos, o la de las constituciones nacionales). Como resultado, en Europa no se aplica ni puede aplicarse en la práctica la pena de muerte.
Turquía, que en los últimos años está realizando gestiones para poder ingresar en la Unión Europea, ha llevado a cabo una reforma de su sistema legal. La última ejecución en Turquía tuvo lugar en 1984, momento a partir del cual existió una moratoria de facto sobre su aplicación. En agosto de 2002 se eliminó de la legislación turca la posibilidad de aplicar la pena de muerte en tiempo de paz, y en mayo de 2004 se modificó la constitución para eliminar la pena capital en toda circunstancia. Turquía firmó el Protocolo n.º 13 de la Convención Europea de Derechos Humanos en 2004.
La Asamblea Parlamentaria del Consejo de Europa ha estado presionando a los estados observadores del Consejo de Europa que todavía aplican la pena capital (Estados Unidos y Japón) para que prohíban su aplicación, o pierdan su situación de estado observador. Además de promover la abolición de la pena de muerte en sus Estados miembros, la Unión Europea ha prohibido la extradición de criminales en casos en los que el país reclamante podía intentar aplicar la pena capital.

## En el derecho internacional
El derecho internacional de nivel mundial no considera la pena capital como atentatoria por ser contra los derechos humanos, pero sí intenta restringir su aplicación, someter su imposición a ciertas garantías mínimas, y animar a los estados a su abolición.
Pacto Internacional de Derechos Civiles y Políticos
El Protocolo del Pacto Internacional de Derechos Civiles y Políticos, de 19 de diciembre de 1966, en su art. 6,2, autoriza la aplicación de la pena de muerte solo a) para los delitos más graves b) solo en los casos legalmente previstos y vigentes al cometerse el delito, c) solo en virtud de sentencia firme dictada por un juzgado competente, y d) siempre que las leyes aplicadas no infrinjan el Convención para la Prevención y la Sanción del Delito de Genocidio.
El Segundo Protocolo Facultativo del Pacto, de 15 de diciembre de 1989, compromete a los países que voluntariamente firmen tal protocolo adicional a la abolición total de la pena de muerte.
Convención sobre los Derechos del Niño
La Convención de las Naciones Unidas de los Derechos del Niño, en su art. 37, dispone que «No se impondrá la pena capital ni la de prisión perpetua sin posibilidad de excarcelación por delitos cometidos por menores de 18 años. Esta convención ha sido firmada y ratificada por todos los países del mundo. El subcomité de las Naciones Unidas para la Promoción y Protección de los Derechos Humanos sostiene que la pena de muerte aplicada a menores de edad es contraria al Derecho internacional consuetudinario. Sin embargo, varios países han ejecutado a menores de edad desde 1990: China, República Democrática del Congo, Irán, Nigeria, Pakistán, Arabia Saudita, Sudán, Estados Unidos y Yemen y en los tribunales islámicos paraestatales sometidos a la sharia en Somalia.
Convención Americana sobre Derechos Humanos
La Convención Americana sobre Derechos Humanos, en su art. 4, establece que en los países que no han abolido la pena de muerte, esta solo podrá imponerse por los delitos más graves, en cumplimiento de sentencia ejecutoria de tribunal competente y de conformidad con una ley que establezca tal pena, dictada con anterioridad a la comisión del delito. Tampoco se aplicará a delitos políticos ni conexos ni extenderá su aplicación a delitos a los cuales no se le aplique actualmente.
Carta Africana de Derechos Humanos y de los Pueblos
El artículo 4 de la Carta Africana de Derechos Humanos y de los Pueblos (“Carta Africana”) reconoce el derecho a la vida, pero no se refiere en forma expresa a la pena de muerte. El artículo 5,3 de la Carta Africana sobre los Derechos y el Bienestar del Niño, sin embargo, garantiza la inaplicabilidad de la pena de muerte a los delitos perpetrados por niños; y el artículo 4,2 del Protocolo de Maputo establece que no deberá ser aplicada a mujeres embarazadas o en periodo de lactancia.
La Comisión Africana de Derechos Humanos y de los Pueblos (CADHP) estableció un grupo de trabajo sobre la pena de muerte. La Comisión Africana ha dictado resoluciones en 1999 y 2008 llamando a los Estados a observar una moratoria en la ejecución de sentencias de muerte, con miras a la abolición de la pena de muerte. En noviembre de 2010, el Grupo de Trabajo recomendó que la Comisión Africana avanzara hacia la redacción de un protocolo a la Carta Africana sobre la abolición de la pena de muerte en África.
Corte Penal Internacional
La Corte Penal Internacional, establecida en el Estatuto de Roma, que entró en vigor en 2002, excluyó la pena muerte como posible sanción; la cadena perpetua es la pena máxima posible. Este es también el caso de los tribunales establecidos durante las últimas dos décadas para juzgar los crímenes de guerra perpetrados en Yugoslavia (1993), Ruanda (1994), Sierra Leona (2002) y Camboya (2004).

## Moratoria de la ONU
A instancias de Italia, la Unión Europea presentó la moratoria de la ONU sobre la resolución de la pena de muerte en asociación con ocho Estados miembros coautores ante la Asamblea General de las Naciones Unidas, y pidió la suspensión general (no la abolición) de la pena capital en todo el mundo. La moratoria fue afirmada dos veces: primero, el 15 de noviembre de 2007 por la Tercera Comisión, y luego reafirmada el 18 de diciembre por la resolución 62/149 de la Asamblea General de las Naciones Unidas. Nueva Zelanda desempeñó un papel central al facilitar el acuerdo entre el grupo de coautores y otros partidarios.

## Situación actual
Desde la posguerra de la Segunda Guerra Mundial existe una tendencia a nivel mundial hacia la abolición de la pena de muerte. El uso de la pena de muerte está cada vez más restringido en los países que todavía la aplican. Durante los años 1980, la democratización de América Latina supuso un gran incremento en la cantidad de países abolicionistas.
Al concluir el 2019, 106 países habían abolido la pena de muerte para todos los delitos y 142 la prohibieron en la ley o en la práctica. Según Amnistía Internacional (AI), la cifra oficial de al menos 657 ejecuciones a nivel mundial ese año, no incluyen los miles de ejecuciones que presumiblemente tuvieron lugar en China. Y es que este país siguió siendo el mayor ejecutor mundial, aunque se desconoce la verdadera magnitud de fenómeno al estar clasificados los datos relacionados con la pena de muerte como secreto de Estado. Excluyendo a este país, el 86 % de las ejecuciones conocidas tuvieron lugar en tan solo cuatro países: Arabia Saudita, Egipto, Irak e Irán.
En 2020, según el informe anual de Amnistía Internacional el ranquin de ejecuciones estaba encabezado por China, como en los años anteriores, si bien el secreto de estado hacía imposible saber el número de condenas, seguida de Irán con 246 ejecuciones registradas, Egipto con 107, Irak con un mínimo de 45, Arabia Saudita con 27 y Estados Unidos (EE. UU.) con 17 ejecuciones. Seguirían Somalia, Yemen, India y Omán, si bien en otros países tampoco habría sido posible obtener datos mínimamente fiables. La cifra total de condenas a muerte durante el año 2020 fue el menos de 1.477, entre las que se habrían podido confirmar 483 ejecuciones, 16 de ellas mujeres, un 26 % menos que el año anterior, si bien la situación de pandemia podría haber influido en la demora de los procedimientos judiciales.
El número de países donde la organización tuvo constancia de haberse llevado a cabo ejecuciones es de 18, dos menos que el año anterior. En algunos lugares, como Japón, Pakistán o Bielorrusia, no habría habido ninguna ejecución durante este año, a diferencia de la anterior, mientras que en otros donde la pena seguía formalmente vigente, como Rusia, Corea del Sur o Argelia, se podían considerarse cercanos a una posible abolición, ya que llevaban más de 10 años sin aplicar la pena capital. Amnistía Internacional no tenía información de ninguna ejecución en el continente europeo durante el 2020, pero al menos a Bielorrusia había un mínimo de cuatro sentencias firmes, pendientes de conmutación o de cumplimiento. 
En numerosos casos la aplicación de la pena capital supuso una clara violación del derecho internacional. Ya fuera por el carácter público de algunas ejecuciones (Irán), el ajusticiamiento de menores (también Irán), la aplicación a personas con alguna discapacidad mental (Estados Unidos o Pakistán), o su aplicación en delitos que no habrían implicado asesinato ni homicidio, como podía ser tráfico de drogas, delitos económicos, violación, rebelión, espionaje o los ambiguos conceptos de blasfemia o de actos contra la seguridad nacional. Entre los métodos que se seguían utilizando predominaban los fusilamientos (China e Irán entre otros), las pestes (países árabes, Irán o India), la inyección letal (China y Estados Unidos), la silla eléctrica (también en EE. UU.) o la decapitación (Arabia Saudí), posiblemente el sistema más cruel entonces utilizado. 
Por su parte en Estados Unidos, si bien al año 2022 23 de sus 50 estados la tenían formalmente abolida, y otros tres poseen una moratoria otros como Texas concentraban más de un tercio de las 1.500 ejecuciones desde la restauración de la pena en 1976, después de 10 años de suspensión por parte del Tribunal Supremo. Especialmente preocupante según Amnistía Internacional fue la reactivación del corredor de la muerte por parte de la jurisdicción federal bajo la presidencia de Donald Trump, que supuso 10 ejecuciones en menos de 6 meses, una cifra sin precedentes en las cuatro décadas anteriores, en el que solo se habían llevado a cabo tres ejecuciones en aplicación de sentencias de los tribunales federales. Por otra parte, según el Centro de Información sobre la Pena de Muerte de EE. UU., el número de personas de raza negra ejecutadas por asesinar personas blancas desde 1976, cerca de 300, fue 15 veces superior al de personas blancas ajusticiadas por asesinato de personas negras, que habían sido hasta el momento 21, cuando el número de asesinatos interraciales era de poco más del doble en el primer supuesto.
En 2020 eran 123 los estados en el mundo que apoyaban el establecimiento de una moratoria de las ejecuciones en todo el mundo, un número de países sensiblemente superior al de los años 2000 o 2010 lo que, según Amnistía Internacional, era un primer paso para conseguir, a medio plazo, su plena abolición.
En relación con la pena capital pueden existir varios tipos de países o sistemas:

### Países «retencionistas»

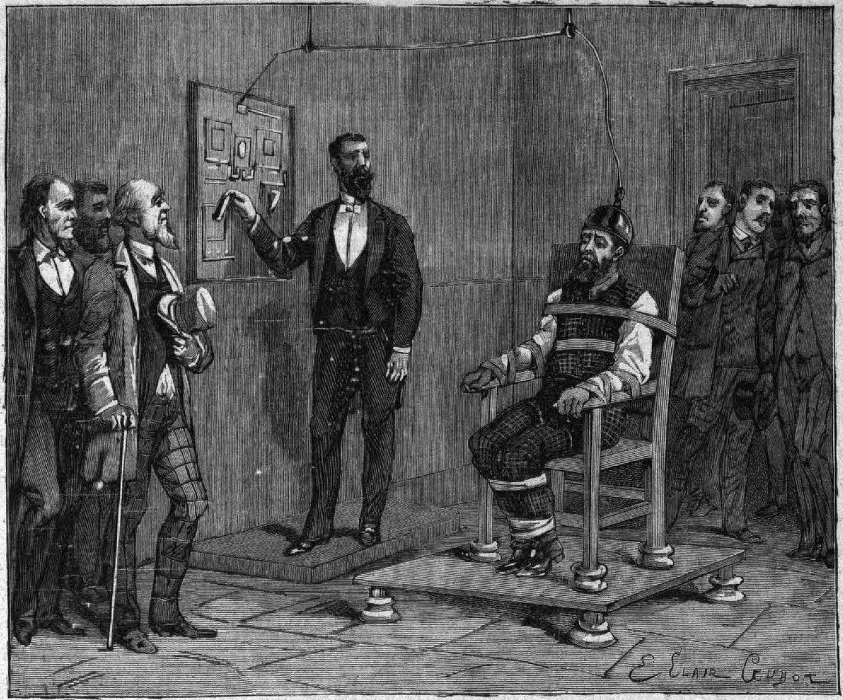
William Kemmler fue la primera persona ejecutada en la silla eléctrica.

Son los que conservan y aplican la pena de muerte. Entre los países retencionistas donde se mantienen una pena capital restringida, están los Estados Unidos o Japón que aplican la pena solo en casos de delitos comunes extremadamente graves, sobre todo delitos de sangre.
Otros países ejecutan una pena capital amplia, con numerosos delitos capitales comunes y frecuente aplicación. Algunos países retencionistas tienen una pena capital exorbitante, en los que se condena con la muerte conductas que se consideran inmorales, por ejemplo, ciertas conductas sexuales como la homosexualidad o delitos relacionados con cuestiones religiosas.
También algunos países retencionistas aceptan los estándares internacionales sobre el modo de imponer la pena capital (inexistencia de ejecuciones extrajudiciales, garantías procesales, derecho a recursos efectivos, posibilidad de pedir indultos, posibilidad judicial de optar por pena alternativa a la capital, no ejecución de menores, incapaces o embarazadas...). Sin embargo, otros países realizan una aplicación arbitraria de la pena capital (Irán, China, Afganistán).
China es el país donde más penas de muerte se ejecutan, según Amnistía Internacional (AI). A pesar de que las estadísticas sobre la pena de muerte se consideran secreto de estado y desvelarlas podría conllevar una sanción penal, la ONG calcula que el país asiático ejecuta a miles de personas cada año, cifra superior al conjunto de víctimas del resto de países juntos. Le sigue Irán, que ha ejecutado desde el comienzo de 2011, a 400 personas. Muchas de estas condenas fueron ahorcamientos públicos.
En los Estados Unidos, Texas es el estado que más ejecuciones realiza, con 370 entre 1976 y 2006. Entre 1976 y 2021, Estados Unidos ejecutó a 1.532 personas; 22 de ellas habían cometido el delito siendo menores de edad. Singapur es el país con más ejecuciones per cápita del mundo, con 70 ahorcamientos para una población de cerca de 4 millones. Irán, por su parte, realizó 159 ejecuciones en el 2004.

### Países «abolicionistas»
Son los que han abolido la pena de muerte para todo tipo de delitos y circunstancias. Están en este grupo la mayoría de los países europeos ya que el Consejo de Europa exigen de manera estricta a los Estados miembros que prohíban expresamente la pena de muerte, con excepción del Protocolo n.º 6 a la Convención Europea de Derechos Humanos, que todavía autoriza el uso de la pena capital para crímenes ocurridos en tiempos de guerra. El único miembro que todavía se acoge a esa excepción es Bielorrusia: esa es la razón de que dicho país esté excluido del Consejo de Europa.
Algunos países han reanudado la práctica de la pena capital tras haber suspendido las ejecuciones durante largos periodos. Los casos más notables son los de Estados Unidos, que suspendió las ejecuciones en 1973 pero volvió a iniciarlas en 1977; la India, donde no hubo ninguna ejecución entre 1995 y 2004; y Sri Lanka, que recientemente ha declarado el fin de su moratoria sobre la pena de muerte, pero que todavía no ha realizado ninguna ejecución. En las Filipinas se reintrodujo la pena capital en 1993 tras su abolición en 1987, pero volvió a ser abolida en 2006.

### Países «cuasiabolicionistas» o «abolicionistasde facto»
Los cuasiabolicionistas son los que se reservan la posibilidad de la aplicación de la pena de muerte en caso de guerra, pero que realmente hace mucho tiempo que no la aplican. Por ejemplo, Brasil, Perú o Chile.
Los países «abolicionistas de facto» son aquellos en los que la pena de muerte sigue formalmente en vigor, pero no se producen condenas o no se ejecuta a los condenados (moratorias en la aplicación de la pena de muerte); por ejemplo, Marruecos o Rusia.

## Delitos capitales
Desde el siglo XIX, el catálogo de delitos capitales se ha reducido sensiblemente en la mayoría de los países. En la mayoría de los Estados con pena de muerte, esta se aplica en la actualidad solo para delitos especialmente graves, como los de sangre (asesinato, parricidio u homicidio). Algunos Estados castigan también con la pena capital, en tiempo de guerra, los delitos de traición, espionaje, sabotaje, o deserción.
En Estados de mayoría islámica, por influencia de la sharia (ley islámica), cuerpo de derecho, se aplica la pena de muerte a las siguientes conductas:
- actos homosexuales, incluso realizados en privado (Irán, Arabia Saudí, Yemen, Mauritania, Somalia);
- adulterio (Arabia Saudí, Irán, Afganistán);
- Apostasía abandono del islam (Afganistán, Irán, Yemen, Mauritania, Pakistán, Catar, Arabia Saudí, Somalia);
- blasfemia y brujería (Arabia Saudí);

## Métodos utilizados en la ejecución

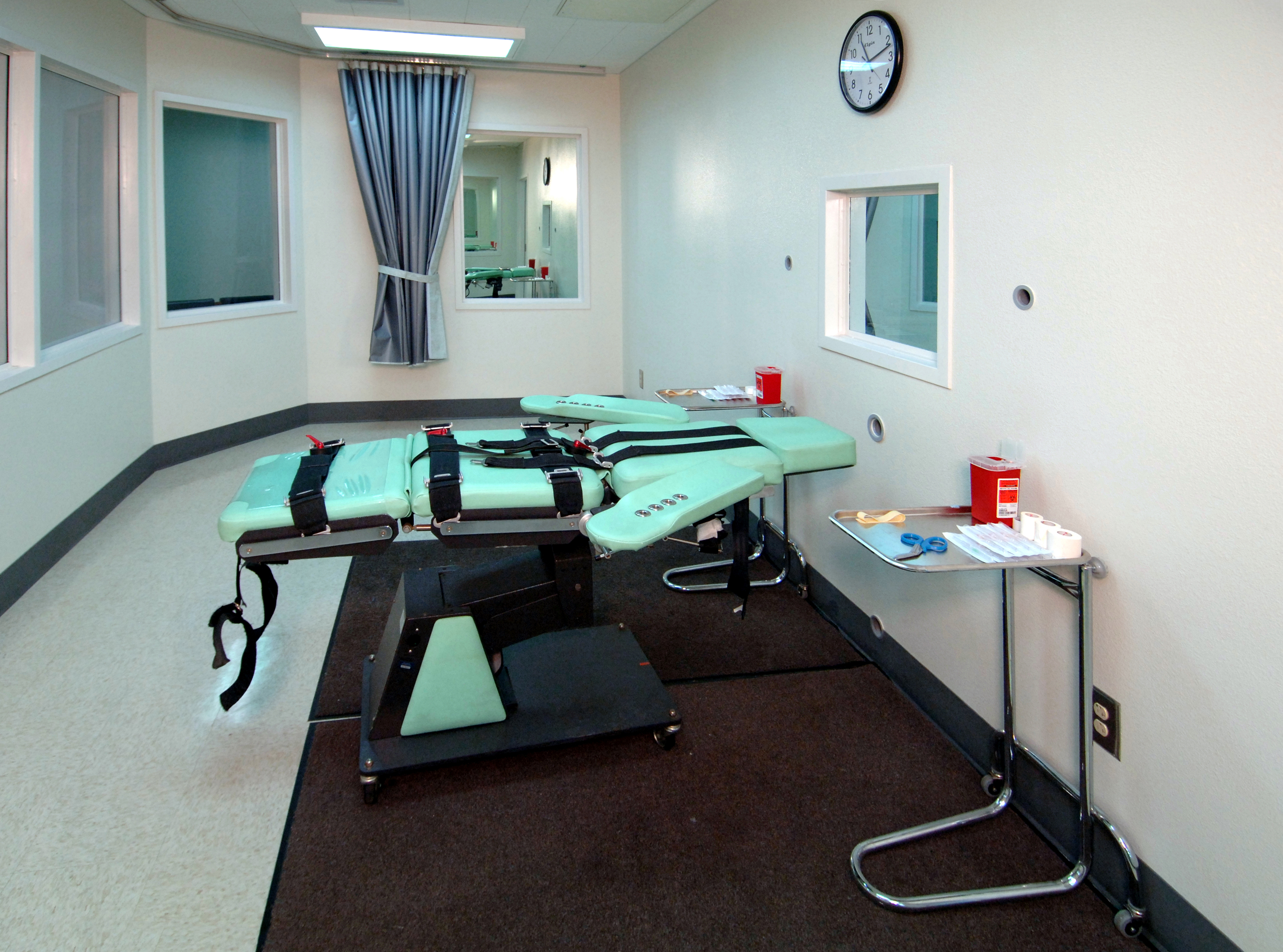
Cámara de ejecución de la Prisión Estatal de San Quintín (Estados Unidos).

Los métodos históricamente utilizados han sido variados: hoguera, horca, decapitación, asaetamiento, lapidación, fusilamiento, despeñamiento, arrojar a las fieras, ahogamiento en agua, derrumbe de pared sobre el ejecutado, emparedamiento, estrangulamiento, apuñalamiento, descuartizamiento, crucifixión, envenenamiento, hacer tragar plomo fundido, atropello con carro, ser pisoteado por elefantes, electrocución, empalamiento, etc.
Desde finales del siglo XVIII existe en todo el mundo una tendencia a emplear formas de ejecución que impliquen menos sufrimiento, o más «humanitarias». En esas fechas, por ejemplo, en Francia apareció la guillotina, mientras que el Reino Unido prohibió la pena de ahorcamiento con desmembramiento mediante caballos a principios del siglo XIX, y España prohibió el ahorcamiento por cruel e infamante en 1832, sustituyéndola por el garrote vil.
En los Estados Unidos se introdujeron finalmente la silla eléctrica y la cámara de gas como métodos de ejecución más humanitarios que la horca, pero han sido casi totalmente desplazados en favor de la inyección letal, que a su vez ha sido criticada como demasiado dolorosa. A pesar de todo, algunos países islámicos todavía emplean métodos de ahorcamiento «lento», decapitación por espada, derrumbamiento de pared sobre el ejecutado (Afganistán) e incluso lapidación. En China, según datos de 2003, el sistema habitual es el de fusilamiento.
Amnistía Internacional indicó que en 2019 los métodos de ejecución utilizados a nivel mundial fueron los siguientes: decapitación, electrocución, ahorcamiento, inyección letal y fusilamiento.

## Controversia y debate
Numerosos filósofos, políticos, religiosos e intelectuales se han opuesto a la pena de muerte. Además, la mayor parte de los países democráticos y desarrollados han abolido la pena capital. Sin embargo, a favor de la pena de muerte suele alegarse bien que es una pena justa y moral (argumento ético), bien que es una pena eficaz para prevenir delitos (argumento utilitarista), bien el argumento religioso o de autoridad.
Según sus detractores, ni suponiendo que la pena de muerte fuera efectiva para la prevención de los delitos, sería admisible, pues el fin no debe justificar los medios si estos son gravemente inmorales. Adicionalmente, la pena de muerte implica la necesidad de crear el oficio de verdugo. No obstante, este concepto del verdugo solo existe en las mentes de los abolicionistas ya que en la de los retencionistas no tiene ningún carácter degradado.
También es cuestionada la eficacia de la pena de muerte para prevenir nuevos delitos del condenado. La posibilidad de que presos condenados a muchos años de cárcel huyan o cometan delitos graves para la sociedad es, con las modernas cárceles de alta seguridad, prácticamente despreciable. Este argumento ha sido criticado, por quienes la pena de muerte previene nuevos delitos, sobre todo cuando es comúnmente conocida su aplicabilidad y se publicita su aplicación efectiva (con noticias sobre ejecuciones, ejecuciones públicas, o retransmisiones televisadas): Asusta a los posibles futuros autores de los delitos castigados con ella más eficazmente que otro tipo de penas, previniendo así mejor esos delitos.
La pena de muerte puede ser criminógena. Paradójicamente puede favorecer la comisión de delitos ya que, una vez cometido un delito capital, el criminal ya no tiene nada que perder, puede seguir matando, por ejemplo, a los policías que viene a detenerlo, o a los testigos, con la esperanza de escapar del castigo. Mientras está encerrado durante años a la espera de la ejecución puede cometer cualquier delito sin temer sanción alguna mayor que la muerte que ya le espera. Si, por ejemplo, una violación se castiga con la pena capital, se estimula al violador para que mate a la víctima, pues así se libra de un testigo incriminatorio sin que deba temer pena adicional alguna por el homicidio.
Falta de verdadera eficacia disuasoria. De hecho, la pena de muerte no es más disuasoria, no ayuda a evitar más delitos que largas penas penitenciarias. Puesto que las ejecuciones ya no suelen realizarse en público en la mayoría de los países, se pierde gran parte del presunto impacto ejemplarizante de las mismas. Quien comete un asesinato o bien lo hace en un momento más o menos irreflexivo y emotivo (en cuyo caso la pena no juega papel alguno), o los hace con una gran planificación esperando no ser atrapado. Los delitos más graves no se evitan con la pena de muerte, sino con una policía y juzgados honestos y eficaces y con el control de armas y una adecuada política económica y social.
Por otra parte, para un sector de los retencionistas, la pena capital es más barata que mantener encerrado de por vida al criminal condenado a costa de la sociedad víctima de sus crímenes. Sin embargo, según los abolicionistas, en un Estado de derecho, la vida es el bien supremo por antonomasia para las personas y la sociedad, es el "derecho fundamental" básico. La muerte es el mal absoluto, por lo que es inmoral alegrarse de la misma o provocarla para obtener de ella algún tipo de provecho. Entonces, si se rechaza la tortura y la mutilación, o incluso la humillación pública, como penas para los delitos por su carácter manifiestamente cruel, inhumano e indigno, debe rechazarse con mayor motivo la pena de muerte, que es incluso peor.
En situaciones de guerra, en las que el Estado está en una situación de necesidad, aunque la pena sea extremadamente dura para los delitos por los que se la aplica, que normalmente no serían merecedores de ella es la única pena eficaz para impedir deserciones, actos de cobardía, traiciones, derrotismo, o contrabando, pues de otro modo, los autores de tales crímenes podrían preferir la cárcel a arriesgarse a morir en el campo de batalla, o los traidores podrían esperar ser salvados por el enemigo si saliera finalmente triunfante. Este argumento no justifica directamente la pena de muerte con carácter general, pero la admite o comprende basándose en una situación de necesidad que hace variar las reglas provisionalmente.

### Venganza
Aunque el deseo de venganza sea humanamente comprensible o disculpable, no puede basar un sistema acusatorio en un Estado de Derecho, ni la pena justa es la que un deseo de venganza exige. La aceptación por el Estado de la idea de que la muerte puede ser una pena adecuada legitima la muerte, que es el mal absoluto, y la idea de la venganza, y contribuye a elevar la aceptación social de venganzas privadas y el uso de la violencia. La aplicación de la primitiva Ley del talión (ojo por ojo, diente por diente, vida por vida) duplica el mal, pero no lo mitiga, por lo que la sociedad en su conjunto sufre aún más como consecuencia de la ejecución de la venganza.
A este argumento se contraargumenta que distingue justicia y venganza, cuando la pretensión de venganza no es injusta mientras el castigo reclamado no resulte desproporcional al daño infligido, considerando que es la única pena justa para determinados delitos atroces (asesinato, violación de niños...), sobre todo los que privan a otros de sus vidas, que son bienes irremplazables. También puede ser considerada como la única pena que da cierto consuelo o satisfacción a los parientes de los asesinados por el que va a ser ejecutado, que merecen un mejor trato que el que se vaya a dar al criminal.
A los fallecidos, nadie puede ya compensarlos. En algunos casos los familiares de las víctimas no se sienten consoladas o satisfechas tras la ejecución, o por lo menos no lo están en mayor medida que ante la imposición de una pena de cadena perpetua, y por el contrario la imposición de esta pena aumenta el horror ante lo sucedido. Este argumento, no obstante, ha sido refutado por ciertas personas, pues algunas familias de las víctimas afirman que, solo a partir de la ejecución del verdugo de sus seres queridos, es que pudieron encontrar algo de paz y comenzar a rehacer sus vidas.

### Derechos humanos
El Estado fue creado para proteger la vida e intereses comunes de las personas, y no tiene derecho a quitar la vida. Otorgar al Estado el derecho a matar, aunque solo sea en determinadas circunstancias, rompe el principio de la intangibilidad de la vida humana derivada de la dignidad de los seres humanos, e implica que las autoridades tienen el derecho a disponer de las vidas, que así dejan de merecer el máximo respeto. Si se admite que la vida no es absolutamente intocable para el Estado, los ciudadanos están indefensos ante el mayor ataque posible del poder estatal, el ataque contra la misma existencia, y ya no serán ciudadanos sino súbditos, pues habrían sido degradados a la categoría de simples medios para la consecución de los fines del poder estatal. Un Estado que puede cometer «asesinatos legales» se pone al mismo nivel del criminal que haya matado para conseguir sus fines, con lo que moralmente no se diferencia del criminal que despreció esos valores que el Estado debería defender.
Quien comete ciertos delitos gravísimos ha roto el contrato social y no tiene ya derecho alguno frente a la sociedad que ha sufrido sus crímenes, ni tan siquiera derecho a la vida ni a la protección de la sociedad, pues quien los comete ha roto con ello sus lazos con ella.

### Ejecución no dolorosa
La pena de muerte, cualquiera que sea el método con el que se ejecute, provoca un extremo sufrimiento psicológico (pánico, angustia, depresión, paradójicamente ideación suicida, y todo ello a veces durante años), no solamente al reo antes de y durante la ejecución, sino también a sus familiares y allegados.
La ejecución de la pena de muerte genera aflicción a muchas personas allegadas a los ejecutados. Además, implica la existencia de métodos de ejecución todos ellos crueles e inhumanos: fusilamiento, ahorcamiento, estrangulación por garrote vil, apuñalamiento, lapidación, descuartizamiento, guillotina, decapitación, silla eléctrica, inyección letal...en ocasiones, el intento de matar no tiene éxito a la primera, teniéndose que repetir los intentos homicidas, causándose más dolor y angustia a los ejecutados y sus allegados o personas que presencian la ejecución o conocen de la misma.

### Ejecución indebida
Los órganos policiales o judiciales pueden errar al averiguar la verdad, al apreciar las circunstancias personales del autor que influyeron sobre su culpa o responsabilidad, o al determinar la pena justa para el presunto criminal. En este contexto, la pena de muerte puede ocasionar, falsas confesiones de detenidos y condenas erróneas. La amenaza de la pena de muerte produce los mismos efectos que la tortura: Hace que determinados acusados pacten con la Policía o la Fiscalía y acepten penas injustas, incluso por delitos no cometidos, ante la posibilidad de ser condenados a muerte si no "confiesan".
La existencia de la pena de muerte supone aceptar que necesariamente habrá un cierto número de personas inocentes que serán ejecutadas. En un estudio donde se analizaban las características de condenados a pena de muerte cuya inocencia fue posteriormente demostrada a través de pruebas de ADN, más de uno de cada cinco había confesado su culpabilidad en algo en lo que no estaban involucrados. La irreversibilidad de la pena de muerte implica la imposibilidad de compensación de las víctimas de errores judiciales, y que varias personas inocentes o no tan gravemente culpables como para merecerla sean ejecutadas, lo cual socava la legitimidad del sistema acusatorio que se basa en la presunción de inocencia.
La pena capital no rehabilita. En un sistema acusatorio, las penas deben estar encaminadas no solo a restablecer la justicia y prevenir el delito, sino también a rehabilitar a los delincuentes. La pena de muerte quita al criminal la posibilidad de enmendarse y de reconciliarse con la sociedad y con las víctimas del delito, y la posibilidad de intentar resarcir o indemnizar a la víctima.
A este argumento se opone el de que no hay forma de resarcir a la víctima de un asesinato u homicidio, así como la imposibilidad de rehabilitación de determinado tipo de criminales.

### Sesgo racial, étnico y de clase social
Ante el mismo delito cometido, los acusados con mayor capacidad económica suelen poder evitar la pena de muerte al poder contratar abogados más capaces y comprometidos con su caso; los pobres, incultos o con problemas mentales o los pertenecientes a minorías socialmente discriminadas suelen tener más posibilidades de ser condenados a muerte. En los procesos con posible pena de muerte se tiene en cuenta en muchas ocasiones cuestiones subjetivas (la intencionalidad del autor del delito, la existencia o inexistencia de motivaciones indignas para cometer el delito, etc.) que pueden ser apreciadas de un modo u otro por los jueces o jurados (sometidos en ocasiones a fuertes presiones emocionales por la presencia o testimonios de las víctimas o el estado de la opinión pública que exige una condena "ejemplar") en función de su subjetividad.

## Opinión pública
En los países democráticos, con las notables excepciones de los Estados Unidos, Japón y Taiwán, no se aplica la pena de muerte. En algunos países abolicionistas, sin embargo, la mayoría de la población sigue apoyando o ha apoyado la pena de muerte, pero la abolición ciertamente ha debido ser adoptada a consecuencia de cambios políticos, como el paso de un régimen autoritario a otro democrático, por considerarse la abolición como exigible para ser un país democrático respetuoso de los derechos humanos. También influyó en los países del Este de Europa el hecho de que la abolición se convirtiera en condición necesaria para poder integrarse en la Unión Europea.
En los países partidarios de la pena capital, el punto de vista del gobierno suele tener un amplio apoyo popular y recibe poca atención de la clase política o los medios de comunicación. Algunos Estados de Estados Unidos han prohibido la pena de muerte desde hace décadas (el primero en abolirla fue Míchigan en 1846), mientras otros todavía la practican; la pena capital es hoy día un tema polémico de discusión en el país.
En los países abolicionistas a veces se reactiva el debate sobre la pena de muerte como reacción por algún asesinato especialmente brutal. Sin embargo, incrementos súbitos en la cantidad de crímenes violentos, como asesinatos o ataques terroristas, ha empujado algunos países a poner fin a sus moratorias sobre la pena capital. En los países con pena de muerte, el debate sobre la conveniencia de la pena capital suele reactivarse cada vez que sale a la luz un caso de error en su aplicación, aunque este tipo de hechos suelen provocar modificaciones en el sistema jurídico para mejorar su aplicación, más que movimientos hacia la prohibición de su uso.
Entre las organizaciones no gubernamentales, Amnistía Internacional y Human Rights Watch se han posicionado explícitamente en la lucha contra la pena de muerte como objetivo fundacional básico. En el caso de la primera de las organizaciones su posición es clara y contundente: "Amnistía Internacional se opone a la pena de muerte en todos los casos sin excepción, con independencia del carácter o las circunstancias del delito, de las características y la culpabilidad o inocencia del acusado y del método utilizado por el Estado para llevar a cabo la ejecución".

## Religión
La mayor parte de las religiones tienen una posición ambigua en la moralidad de la pena capital. Si bien en la actualidad la mayoría de las religiones se oponen en mayor o menor medida a la pena de muerte, lo cierto es que durante siglos, clérigos, sacerdotes y mandatarios creyentes la han aplicado, siendo ello solicitado, aprobado o bendecido por todo tipo de autoridades religiosas. Los movimientos abolicionistas han tenido históricamente un carácter más político e ilustrado que religioso; así como en la lucha por la abolición de la esclavitud las distintas iglesias cristianas jugaron un papel relevante, esto no ha sucedido en la lucha contra la pena de muerte. En ningún país se ha abolido la pena de muerte fundamentalmente por presión de las autoridades religiosas locales, y ciertas creencias religiosas parecen dificultar en ocasiones la erradicación de la pena capital en determinados países.
Las religiones suelen basarse en un cuerpo de enseñanzas y escrituras que pueden ser interpretadas tanto a favor como en contra de la pena de muerte. El catolicismo no acepta, actualmente, la pena de muerte como forma de obtener justicia, tras la modificación de su catecismo en agosto de 2018.
A pesar de ello, según Amnistía Internacional, en las sociedades contemporáneas «el mundo musulmán es el más reacio a abolir la pena de muerte».